# 荷花路街道
荷花路街道，是中华人民共和国山東省济南市历城区下辖的一个乡镇级行政单位。

## 行政区划
荷花路街道下辖以下地区：
孟家村、蒋家沟村、西河崖头村、东河崖头村、前张村、埝头村、傅家村、新开店村、西李家村、霍家流村、刘姑店村、北辛村、王家闸村、朱家桥村、苏家村、朱家庄村、坝子村、桃园村、苌庄村和程家庄村。